# Lorena
Lorena, Lotargija ili Lotaringija (izvorno Lorraine izgovor IPA:[lɔʁɛn]; lokalni francuski naziv:Louréne) je bivša (1982. – 2015.) francuska regija. Na njemačkom zove se Lothringen. Ime je dobila po istoimenom vojvodstvu. Upravno je sjedište regije grad Metz, dok je povijesno sjedište Nancy.

## Povijest
Ime Lorena  potječe od Lothara, unuka Karla Velikog, komu je pripao središnji dio Franačkog carstva po Verdunskom ugovoru iz 843. Po njemu je mnogo šire područje od današnje Lorene nazvano Lotaringija (njemački: Lotharingen)

## Administracija
Regionalno vijeće ove regije je ravnopravni član u euroregiji poznatoj pod nazivom Grande Région. Ta regija se sastoji od Lorraine, države Luksemburg, njemačkih zemalja Saarland, Porajnje-Falačka i belgijske pokrajine Valonije.
Sjedište regionalnog vijeća je u Metzu.
Od lokalnih izbora 2004. na čelu regije je Socijalistička partija Francuske, s 45 zastupničkih mjesta u vijeću. Ostalih 28 mjesta pripadaju UMP-u i FN-u.

## Zemljopis
Lorraine je jedina francuska regija koja graniči s tri države: Belgija (Valonija), Luksemburg i Njemačka (pokrajine Saarland i Porajnje-Falačka). Ova regija graniči i s tri francuske regije: Elzas, Champagne-Ardenne i Franche-Comté. Lorraine je visoravan visine 400 do 500 m, nagnuta je prema zapadu i sjeverozapadu. Ima niske temperature i dosta kiše, pa se stoga ovdje nalazi i najveći broj francuskih šuma, u prvom redu hrasta i bukve.

## Gospodarstvo
S prihodima od 44 milijarde eura, Lorraine čini 3,4% BDP-a Francuske, što je čini osmom regijom po prihodima. Prihodi od uslužnih djelatnosti su u stalnom porastu, dok je tradicionalna industrija (tekstil i metalurgija) u opadanju. Jak gospodarski rast ova regija može zahvaliti i velikom broju stranih, poglavito njemačkih poduzeća, koja posluju u ovoj regiji. Regija se snažno razvila zahvaljujući i članstvu u euroregiji sa susjednim državama i pokrajinama.
Kao i gotovo u svim francuskim regijama, turizam je jako razvijen.

## Kultura
Zbog svog zemljopisnog položaja, Lorraine je oduvijek kuluturološko bila bliska s germanskom kulturom. U ovoj regiji kultura dobiva procvat za vrijeme renesanse, što se nastavlja i u periodu klasike. Regija je najznačajnija po pravcu art nouveau, čiji je najveći predstavnik bila Nansiška škola (École de Nancy).

## Poznate osobe
- Émile André (1871. – 1933.), arhitekt i umjetnik art nouveau
- Maurice Barrès (1862. – 1923.), pisac i političar
- Henri Bergé (1870. – 1937.), ilustrator

- Jacques Callot (1592. – 1635.), umjetnik
- Paul Charbonnier, arhitekt
- Charles de Crevoisier (1947.-), odvjetnik
- Charlélie Couture (1956.-), pjevač
- Darry Cowl (1925. – 2006.), pjevač i glumac
- Hubert Curien (1924. – 2005.), fizičar, političar
- Antonin Daum (1864. – 1930.), umjetnik
- Auguste Daum (1853. – 1909.), umjetnik
- Emile Durkheim (1858. – 1917.), sociolog
- Bruno d'Eguisheim-Dagsbourg poznat kao papa Lav IX. (1002. – 1054.)
- Jules Ferry (1832. – 1893.), političar
- Émile Friant, umjetnik art nouveau
- Émile Jules Gallé (1846. – 1904.), umjetnik art nouveau
- Claude Gellée (1600. – 1682.), poznatiji kao Claude le Lorrain, slikar
- Henri Grégoire (1750. – 1831.), poznatiji kao Abbé Grégoire, političar
- Jacques Gruber (1870. – 1936.), umjetnik art nouveau
- Charles Hermite (1822. – 1901.), matematičar
- Joseph Léopold Sigisbert Hugo (1774. – 1828.), general i vojni pisac, otac Victora Hugoa
- Ivana Orleanska (1412. – 1431.), rođena u Domrémyu
- Patricia Kaas (1966.-), pjevačica

- Edmond Laguerre (1834. – 1886.), matematičar
- Jack Lang (1939.-), političar
- Georges de La Tour (1593. – 1642.), barokni slikar
- Albert Lebrun (1871. – 1950.), političar
- Jules Bastien Lepage (1848. – 1884.), slikar

- Louis Majorelle (1859. – 1926.), umjetnik art nouveau
- Marie Marvingt (1875. – 1963.), pilotkinja
- Charles Messier (1730. – 1817.), astronom
- Georges Mouton (1770. – 1838.), Napoleonov general
- Tom Novembre (1959.-), pjevač, glumac
- Jean-François Pilâtre de Rozier (1757. – 1785.), znanstvenik

- Raymond Poincaré (1860. – 1934.), političar
- Jean-Victor Poncelet (1788. – 1867.), matematičar
- Henri Poincaré (1854. – 1912.), matematičar
- Victor Prouvé (1858. – 1943.), umjetnik art nouveau
- Pierre-Louis Roederer (1754. – 1835.), političar
- Raymond Schwartz (1894. – 1973.), esperantrist
- Eugène Vallin (1856. – 1922.), umjetnik i arhitekt art nouveau
- Paul Verlaine (1844. – 1896.), pjesnik, rođen u Metzu
- Antoine de Ville, prvi poznati alpinist (od 1492.)
- Lucien Weissenburger (1860. – 1929.), arhitekt art nouveau

## Vanjske poveznice
- Službena stranica regionalnog vijeća Lorraine
- Regionalni park prirode u Lorrainei
- Društvo intelektualaca

|  | Portal Francuske – Pristup člancima s tematikom o Francuskoj. |